# Phare d'Itapuã
Le Phare d'Itapuã (en portugais : Farol de Itapuã)  est un phare situé sur la plage d'Itapuã dans la ville de Salvador, capitale de l'État de Bahia - (Brésil).
Ce phare est la propriété de la Marine brésilienne et il est géré par le Centro de Sinalização Náutica e Reparos Almirante Moraes Rego (CAMR) au sein de la Direction de l'Hydrographie et de la Navigation (DHN).

## Histoire
Le phare est une tour cylindrique en fonte de 21 m 21 mètres de haut avec galerie et lanterne, montée sur une base en béton et reliée à la plage par un pont en béton. Le phare est peint en blanc avec des barres horizontales rouges. La lanterne et la galerie sont rouges.
Équipé d'un système dioptrique de 3e ordre il émet, à une hauteur focale de 24 m, un éclat blanc toutes les six secondes, avec une portée de 15 milles marins (environ 28 km). Il est localisé sur la plage d Itapuã, à environ 23 km au nord-est du phare de la Barra.
Il est aussi équipé d'un radar Racon émettant la lettre Q en alphabet morse.
Identifiant : ARLHS : BRA058 ; BR1460 - Amirauté : G0238 - NGA :18024.

## Caractéristique dufeu maritime
- Fréquence sur 6 secondes :
  - Lumière : 0.5 seconde
  - Obscurité : 5.5 secondes

|          |
| Le phare |

|                 |
| Ponta de Itapuã |